# Turno (fiesta)

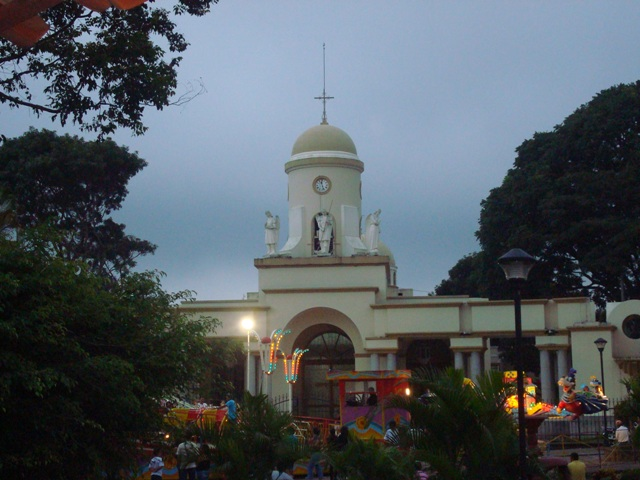
Celebración de las fiestas patronales a San Miguel Arcángel en Escazú.

En Costa Rica, un turno es una fiesta o feria de pueblo, generalmente organizada por los vecinos para recolectar dinero y bienes en beneficio de la misma comunidad en la que viven. Se les denomina turnos debido a que dichas ferias se organizan de forma que nunca se ejecuten dos fiestas al mismo tiempo (es decir, se hacen "por turnos"), de modo que no compitan una con la otra. En su celebración, se mezclan tradiciones españolas, africanas e indígenas en medio de un ambiente festivo con música, juegos y comidas tradicionales.
Los turnos se originaron durante la época colonial, y tienen un trasfondo campesino, de necesidad económica,  religioso y de solidaridad comunal. Su antecedente más inmediato son las cofradías, hermandades dedicadas a la devoción de un santo determinado. El origen de la palabra turno surge entre 1770 y 1820, asociada a la recolecta de limosnas y donaciones para las cofradías. Lo recolectado se dedicaba a fines caritativos, ayuda de los pobres y enfermos, y la reparación de los templos.
Con el crecimiento demográfico del país, algunas cofradías se fueron dividiendo en filiales, y para evitar competir unas con otras durante la celebración de un santo patrono, se organizaban para realizar la actividad por turnos. Los turnos fueron de gran importancia para el desarrollo social de algunas comunidades de Costa Rica, pues con los bienes recolectados se logró la construcción de escuelas, templos y salones comunales.
Uno de los aspectos más representativos del turno es la presencia de las comidas tradicionales, las cuales varían según la región del país, diferenciándose a grandes rasgos los platillos del Valle Central (picadillos y arroz con pollo), Guanacaste (platos a base de maíz) y Limón (comida de influencia afrocaribeña). Estas comidas se venden en puestos denominados "chinamos". Los turnos también se caracterizan por la presencia de juegos de pólvora, juegos mecánicos, la mascarada tradicional costarricense y las cimarronas. Otros juegos destacados son las carreras de cintas, realizadas a caballo, y en las cuales los jinetes pasan galopando e intentan insertar un madero en argollas que penden de cintas de colores, para ganar un premio. También se incluyen otras tradiciones como la corrida de toros, los bailes, el palo ensebado y los bingos. Algunos pueblos poseen tradiciones distintivas: el baile de la Yegüita en Nicoya, el baile de los diablitos en Boruca, la bendición de los animales el día de San Isidro Labrador, las carreras de mulas en Parrita, los carnavales en Limón y Puntarenas, el desfile de boyeros en Escazú, etc. También es común la presencia de tríos o grupos de músicos, que interpretan instrumentos de viento, batería, tambor, guitarras, marimba, y que además cuentan con un cantante.
En la actualidad, el uso de la palabra "turno" para denominar a estas fiestas ha ido cayendo en desuso, siendo reemplazado por fiestas populares, ferias, miniferias, festivales, aunque la esencia de la actividad sigue siendo la misma.